# 深海九棍魚屬
深海九棍鱼属為輻鰭魚綱仙女魚目青眼魚亞目爐眼魚科的一属。

## 下属物种
- 纖體深海九棍魚(Bathysauropsis gracilis)
- 馬來亞深海九棍魚(Bathysauropsis malayanus)

## 擴展閱讀
維基物種上的相關：深海九棍鱼属